# 염화 티오닐
염화 티오닐(Thionyl chloride, 싸이오닐 클로라이드)은 화학식 SOCl
2을 갖는 무기 화합물이다. 불쾌한 매콤한 냄새가 나는 중간 정도의 휘발성, 무색 액체이다. 염화티오닐은 주로 염소화 시약으로 사용되며, 1990년대 초반에는 연간 약 45,000톤(50,000쇼트톤)이 생산되었지만 때때로 용매로도 사용된다. 독성이 있고 물과 반응하며 화학무기 생산에 사용될 수 있으므로 화학무기금지협약에 등재되어 있다.
염화티오닐은 때때로 염화황(SO2Cl2)과 혼동되지만 이들 화합물의 특성은 크게 다르다. 염화황은 염소 (원소)의 공급원인 반면 염화티오닐은 염화 이온의 공급원이다.

## 같이 보기
- 오염화 인
- 포스젠